# آیرا لواین
آیرا نوئل لواین (انگلیسی: Ira Noel Levine؛ ۱۲ فوریه ۱۹۳۷ – ۱۷ دسامبر ۲۰۱۵) نویسنده، دانشمند، استاد و عضو هیئت علمی آمریکایی در گروه شیمی کالج بروکلین بود. او به‌طور گسترده‌ای به دلیل تحقیقات خود در زمینه طیف‌سنجی مایکروویو و تألیف چندین کتاب درسی معروف در شیمی فیزیک و شیمی کوانتومی شناخته می‌شود.

## زندگی‌نامه
لواین در بروکلین، نیویورک متولد شد و از دبیرستان اراسموس هال فارغ‌التحصیل شد. در سال ۱۹۵۲، لواین با مدرک افتخاری در شیمی فارغ‌التحصیل شد و به عنوان فارغ‌التحصیل افتخاری برتر در کالج مهندسی و علوم در کالج مهندسی کارنگی ملون معرفی شد. در سال ۱۹۵۹ در رشته شیمی فیزیک و فیزیک ریاضی در دانشگاه هاروارد تحصیلات تکمیلی خود را ادامه داد. در سال ۱۹۶۳، دکترای شیمی تحت راهنمایی پروفسور ادگارد برایت ویلسون از دانشگاه هاروارد به او اعطا شد. لواین کار آکادمیک خود را در کالج بروکلین در سال ۱۹۶۴ آغاز کرد و در آنجا به تدریس در دوره‌های سال اول شیمی عمومی و همچنین دوره‌های پیشرفته شیمی فیزیک و شیمی کوانتومی پرداخت. او در سال ۱۹۷۸ استاد تمام وقت شد. لواین به خاطر چندین کتاب درسی که تألیف کرده و برای تحقیقاتش در شیمی فیزیک، شیمی کوانتومی و طیف‌سنجی مایکروویو شناخته شده‌است. کتاب‌های درسی لواین شامل شیمی کوانتومی (ویرایش هفتم. شیمی فیزیک (ویرایش ششم)، راه حل‌های راهنمای شیمی فیزیک (ویرایش پنجم)، و یک کتاب درسی در مورد طیف‌سنجی مولکولی است. کتاب‌های درسی او به زبان‌های بسیاری از جمله فارسی، عربی، چینی، چکی، مجارستانی، لهستانی و اسپانیایی ترجمه شده‌اند و توسط بسیاری از دانشکده‌های شیمی در ایالات متحده و کشورهای دیگر مورد استفاده قرار گرفته‌اند.
لواین در ۱۷ دسامبر ۲۰۱۵ درگذشت.